# Сергеев, Павел Филиппович
Павел Филиппович Сергеев (1911—1988) — советский хозяйственный, государственный и политический деятель.

## Биография
Металлург П. Ф. Сергеев родился 18 октября 1911 года в г. Енакиево Донецкой области (Украина) в семье служащего. Окончил Днепропетровский металлургический институт (1932). Работал в Днепродзержинске на металлургическом заводе им. Ф. Э. Дзержинского (1932—1941).
Участник Великой Отечественной войны, воевал на Ленинградском, Волховском и 3-м Белорусском фронтах командиром взвода, командиром дивизиона. Награждён орденами Красной Звезды (1943), Отечественной войны I степени (1944), медалями «За оборону Ленинграда», «За победу над Германией».
В 1946—1962 годах — директор Новолипецкого металлургического завода. Под его руководством восстановлена ТЭЦ, построены три доменные печи, два листопрокатных цеха, электросталеплавильный цех и др.
В 1962—1963 годах П. Ф. Сергеев возглавлял Научно-исследовательский институт Вторчермет в Липецке. Заместитель председателя Центрально-Чернозёмного совнархоза в Воронеже (1963—1965), с 1965 года — заместитель начальника Производственного управления Министерства чёрной металлургии СССР, затем заместитель начальника управления Всесоюзного объединения «Внешпромтехобмен».
За трудовую деятельность награждён орденом Ленина.
П. Ф. Сергеев умер 7 ноября 1988 года.